# Тайань
Тайань (кит. спр. 泰安市, піньїнь: Tài'ān Shì) — місто-округ в китайській провінції Шаньдун. 

## Географія
Тайань розташовується у центрально-західній частині провінції в горах Шаньдун.

### Клімат
Місто знаходиться у зоні, котра характеризується вологим субтропічним кліматом. Найтепліший місяць — липень із середньою температурою 16.7 °C (62 °F). Найхолодніший місяць — січень, із середньою температурою -8.3 °С (17 °F).
| Клімат Тайаня           | Клімат Тайаня | Клімат Тайаня | Клімат Тайаня | Клімат Тайаня | Клімат Тайаня | Клімат Тайаня | Клімат Тайаня | Клімат Тайаня | Клімат Тайаня | Клімат Тайаня | Клімат Тайаня | Клімат Тайаня | Клімат Тайаня |
| Показник                | Січ.          | Лют.          | Бер.          | Квіт.         | Трав.         | Черв.         | Лип.          | Серп.         | Вер.          | Жовт.         | Лист.         | Груд.         | Рік           |
| Середній максимум, °C   | −4            | −3            | 2             | 9             | 15            | 19            | 20            | 19            | 15            | 10            | 3             | −2,2          | 8             |
| Середня температура, °C | −8            | −6            | −1            | 5             | 11            | 15            | 17            | 17            | 12            | 7             | 0             | −5            | 5             |
| Середній мінімум, °C    | −11           | −9            | −4            | 2             | 8             | 12            | 15            | 14            | 9             | 3             | −3            | −9            | 2             |
| Норма опадів, мм        | 15            | 17            | 30            | 50            | 64            | 137           | 330           | 235           | 116           | 66            | 32            | 16            | 1107          |
| ----------------------- | ------------- | ------------- | ------------- | ------------- | ------------- | ------------- | ------------- | ------------- | ------------- | ------------- | ------------- | ------------- | ------------- |
| Джерело: Weatherbase    |               |               |               |               |               |               |               |               |               |               |               |               |               |

## Адміністративний поділ
Префектура поділяється на 2 міські райони, 2 міста та 2 повіти:
| Карта                                          | Карта   | Карта    | Карта            |
| ---------------------------------------------- | ------- | -------- | ---------------- |
| Дунпін Фейчен Нін'ян Дайюе ① Сіньтай ① Тайшань |         |          |                  |
| Статус                                         | Назва   | Оригінал | Населення (2020) |
| Район                                          | Дайюе   | 岱岳区   | 1 046 569        |
| Район                                          | Тайшань | 泰山区   | 837 374          |
| Місто                                          | Сіньтай | 新泰市   | 1 338 254        |
| Місто                                          | Фейчен  | 肥城市   | 894 115          |
| Повіт                                          | Дунпін  | 东平县   | 687 385          |
| Повіт                                          | Нін'ян  | 宁阳县   | 668 520          |